# Wilson da Silva Piazza
Wilson da Silva Piazza (25 de febrer de 1943) és un exfutbolista brasiler.

## Selecció del Brasil
Va formar part de l'equip brasiler a la Copa del Món de 1970 i 1974.

## Palmarès
Cruzeiro
- Taça Brasil: 1966
- Copa Libertadores: 1976
- Campionat mineiro: 1965, 1966, 1967, 1968, 1969, 1972, 1973, 1974, 1975, 1977

Brasil
- Copa del Món de futbol: 1970